# Луций Нераций Приск
Лу́ций Нера́ций Приск (лат. Lucius Neratius Priscus; умер после 102 года) — древнеримский государственный и политический деятель из рода Нерациев, консул-суффект 97 года. Происходил из итальянского города Сепин, занимал множество должностей, пользовался доверием императора Траяна. Известен также своей деятельностью в области правоведения.

## Биография

### Происхождение, семья
Семья Луция Нерация Приска происходила из самнитского города Сепин (располагался рядом с современным итальянским городом Сепино, провинция Кампобассо) и восходила к родственникам супруги юриста Марка Антистия Лабеона — Нерации.
Точные сведения о том, кто был отцом Приска, отсутствуют. По одной версии, им был консул-суффект 87 года Луций Нераций Приск, по другой — консул-суффект 74 года и легат пропретор Каппадокии и Галатии в 77—80 годах Марк Гиррий Фронтон Нераций Панса. Согласно последней гипотезе, в таком случае Луций Нераций Приск был дядей младшего Луция и усыновил его, а не его брата. А Марк Гиррий Фронтон Нераций Панса был женат на Веттии, предположительно, дочери прокуратора Марка Веттия Марцелла.
Братом Приска был двукратный консул (95 и 129 год) и наместник Британии в 101—107 годах Луций Нераций Марцелл. У него также была сестра или кузина Нерация Пансина, которая, возможно, была бабушкой консула 122 года Луция Кореллия Нерация Пансы. Но вполне вероятно, что последний является племянником Приска и был сыном Луция Нерация Марцелла и Кореллии Гиспуллы. У Приска был сын, носивший такое же имя и, предположительно, занимавший должности народного трибуна, легата в Паннонии до 119 года и консула-суффекта между 121 и 122 годом.
По всей видимости, Приск состоял в переписке с Плинием Младшим, но в этом нельзя точно быть уверенным. Существует письмо Плиния от 97/98 или 100 года, отправленное некоему Приску, который в то время возглавлял крупную армию. Им вполне мог быть и наместник Сирии Луций Яволен Приск, и его предшественник Авл Ларций Приск или Нераций Приск, который в рассматриваемый период времени руководил Нижней Германией.

### Карьера
Представители рода Нерациев вошли в состав сената во время правления Веспасиана. Ими были Марк Гиррий Фронтон Нераций Панса и Луций Нераций Марцелл и, предположительно, кто-то из Нерациев Присков. Никто из них не был патрицием. Приск начал карьеру с должности военного трибуна XXII Первородного легиона, после чего был квестором, народным трибуном и претором. Между 93 и 95 годом он находился на посту префекта Сатурнова эрария. Спустя два года после брата в 97 году Приск стал консулом-суффектом вместе с Марком Аннием Вером. Он был другом и ближайшим советником императора Траяна, взошедшего на престол в 98 году.
С 98/99 по 100/101 год Приск осуществлял руководство провинцией Нижняя Германия в качестве легата-пропретора. Между 102/103 и 106 годом он возглавлял Паннонию. Автор биографии Адриана в «Истории Августов» рассказывает, что Траян хотел назначить не Адриана, а Приска своим преемником, причем многие друзья императора соглашались с этим. Траян даже однажды сказал Приску: «Если со мной случится что-либо предопределённое судьбой, я поручаю тебе провинции». Историк Мирей Корбье сомневается в правдивости этих сведений. Как бы то ни было, степень доверия Траяна Приску была очень высока и к тому же именно при нём род Нерациев достиг своего высокого положения.
Кроме того, Приск был одним из выдающихся правоведов своего времени. Он был представителем прокулианской школы. Среди его работ известны Regulae («Правила»), Membranarum, Responsorum, отрывки из которых сохранились в Дигестах Юстиниана. Авл Геллий приписывают Приску также труд под названием «О браке». Приск привлекался императором Адрианом для разбора судебных дел наряду с такими знатоками права, как Публий Ювентий Цельс и Публий Сальвий Юлиан.
Приск входил в состав жреческой коллегии септемиров эпулонов.